# 山梨県立青洲高等学校
山梨県立青洲高等学校（やまなしけんりつせいしゅうこうとうがっこう）は、山梨県西八代郡市川三郷町に所在する公立の高等学校。

## 概要
少子化に伴い、山梨県は2009年（平成21年）に策定した「県立高等学校整備基本構想」に基づいて県内の県立高等学校の統廃合などを検討していた。その一環で峡南地域にある市川、増穂商業、
峡南、の3つの県立高等学校を統合して新設校を設置することが検討された。
このうち単独で存続することを決定した身延を除く3校で統合の準備が進み、2016年（平成28年）に「2020年に開校する」旨が山梨県教育委員会に報告された。
新設校設置にあたり山梨県は校名の公募を行い、2019年（令和元年）7月に「青洲」（せいしゅう）にすることが決定した。
校名は学校が設置される市川三郷町の実業家（紙問屋）であった渡辺信（青洲）が明治時代に収集した蔵書「青洲文庫」に由来し、峡南地域の学問の拠点になってもらいたいという意味から名付けられた。

### 新型コロナウイルス感染症による影響
新型コロナウイルス感染症の流行により山梨県は県内の県立高等学校を4月19日まで休校する措置を取り、4月8日に予定されていた開校式・入学式も中止となった。また、4月19日以降も分散登校を実施し、4月30日に休校延長を発表するなど、開校から1カ月以上経っても生徒全員が一度も揃わない異例の事態が発生した。

## 沿革
- 1914年（大正 3年） - 市川大門町立女子市川実業補習学校（後の山梨県立市川高等学校）が開校。
  - 当校における普通科の前身となる。
- 1923年（大正13年）4月 - 組合立峡南農工学校（後の山梨県立峡南高等学校）が開校。
  - 当校における工業科の前身となる。
- 1922年（大正12年） - 山梨県立第三高等女学校（現・山梨県立巨摩高等学校）が開校。
  - 1953年（昭和28年）8月1日 - 山梨県立巨摩高等学校定時制の増穂分校（後の山梨県立増穂高等学校）が増穂中学校内に設置される。
  - 1956年（昭和31年）2月22日 - 「山梨県立増穂高等学校」の設立が認可される。
  - 1956年4月1日 - 山梨県立巨摩高等学校から分離・独立し、山梨県立増穂高等学校として開校、全日制課程、定時制課程とも商業科を設置。
    - 当校における商業科の前身となる。
- 2020年（令和2年）4月1日 - 山梨県立市川高等学校、山梨県立増穂商業高等学校、山梨県立峡南高等学校が統合され、山梨県立青洲高等学校が開校[1][2]。

## 設置学科
- 普通科

2年次より以下の類型に分類される。
- E類型(英語類型)
- LS類型
- G類型

- 工業科

1年次後期より以下の小学科に分類される。
- 機械工学科
- 土木工学科

- 商業科

2年次前期より以下の小学科に分類される。
- ビジネス探究科
- ビジネス情報科

## 部活動
運動部
- 野球部【重点強化部】
- 男子バスケットボール部【重点強化部】
- 女子バスケットボール部
- 女子バレーボール部【重点強化部】
- サッカー部
- 陸上部
- ソフトテニス部
- テニス部
- バドミントン部
- 弓道部
- 空手道部
- 応援部

文化部
- 音楽（合唱）部【重点強化部】
- 吹奏楽部
- 写真部
- 美術部
- 書道部
- 華道部
- 茶道部
- ユネスコ部
- ESS部
- 家庭部
- 工業研究部
- 商業研究部

2020年（令和2年）4月1日現在